# جهد يوكاوا

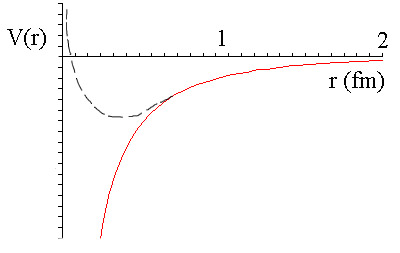
جهد يوكاوا ، ويسمى أحيانا بئر التآثر بين جسمين. المحور الأفقي يعطي المسافة بين الجسمين والمحور الرأسي يعطي طاقة أحد الجسيمات. وقد تكون الطاقة موجبة (فوق المحور الأفقي) فيكون الجسيم الأصغر حرا طليقا. أما كانت طاقته سالبة فيكون محبوسا في بئر الجهد ، وذلك حول حال الإلكترون المربوط مع نواة الذرة.

جهد يوكاوا في الفيزياء النووية (بالإنجليزية : Yukawa potential)
هو جهد نووي قصير المدى يمثل التآثر بين النواة الذرية وأحد الجسيمات الأولية، ويوصف بالمعادلة:
{\displaystyle V(r)=-g^{2}\;{\frac {e^{-kmr}}{r}}.}
بين العالم الفيزيائي الياباني يوكاوا هيديكي عام 1930 أن مثل هذا الجهد ينشأ عن التآثر بين مجال جسيم كبير مثل مجال بيون ذو كتلة {\displaystyle m}. حاز يوكاوا على جائزة نوبل للفيزياء عام 1948 عن إنجازاته في مجال الفيزياء النووية واكتشافه الميزون وهو أحد الجسيمات الأولية.
ويتصف جهد يوكاوا بمتغيرين متلازمين ، أحدهما يمثله البسط الذي يمثل دالة أسية للأساس e ،وأسها m.k.r ، حيث r المسافة من مركز النواة، و k هو ثابت قياسي بوحدة مقلوب مسافة ومقلوب كتلة. والمتغير الثاني هو 1/r ، أما g فهو عدد ثابت حقيقي.
ونظرا لاعتماد الجهد على المسافة r من مركز النواة في تلك الصياغة فيكون للجهد المؤثر بين النواة وأحد الجسيمات قصير المدى ويتغير سريعا بزيادة بعده r عن النواة طبقا لدالة أسية للأساس e حتى يصل إلى لصفر ، ويكون مداه في نطاق طول موجة كومبتون للجسيم الساقط {\displaystyle \lambda ={\frac {h}{mc}}} ، حيث h ثابت بلانك و m كتلة الجسيم الساقط و c سرعة الضوء.
كما يتضاءل جهد (البئر) سريعا بزيادة كتلة الجسيم m. فإذا كانت كتلة الجسيم صفرا ، فإن جهد يوكاوا يؤول إلى جهد كولوم 1/r ، الذي يتصف بمدى لا نهائي.
في المعادل أعلاه نجد أن المجال سالبا مما يعبر عن قوة جاذبة. وأما الثابت g فهو عدد حقيقي يساوي ثابت ترابط بين مجال الميزون ومجال الفرميون الذي يتآثر (يتفاعل) معه.
وفي حالة القوة النووية فقد يكون الفرميون بروتونا يتفاعل مع بروتون آخر أو نيوترونا.

## الفوتون
إذا افترض أن الفوتون له كتلة -وهو الجسيم الذي ينقل التآثر الكهرومغناطيسي - لأصبح الجهد الكهربي الاستاتيكي جهد يوكاوا. ولكن بينت جميع القياسات التي أجريت على الفوتون بإن كتلته أصغر مما يمكن قياسه. ولذلك ينطبق على الفوتون جهد كولوم الطويل المدى.

## اقرأ أيضا
- حاجز كولوم
- جسيم في صندوق
- مقطع تصادم (فيزياء)
- مقطع نيوتروني
- مقطع نووي
- مقطع تشتت
- حيود
- مطال تشتت
- طول التشتت
- نافذة جاموف